# European Film Awards per il miglior film d'animazione
L'European Film Awards per il miglior film d'animazione viene assegnato al miglior film d'animazione dell'anno dalla European Film Academy.

## Vincitori e candidati
L'elenco mostra il vincitore di ogni anno, seguito dai film che hanno ricevuto una candidatura. Per ogni film viene indicato il titolo italiano e titolo originale tra parentesi, regista e nazione.

### 2000
- 2009
  - Mià e il Migù (Mia et le Migou), regia di Jacques-Rémy Girerd ( Francia)
  - Niko - Una renna per amico (Niko - Lentäjän poika), regia di Kari Juusonen e Michael Hegner ( Finlandia/ Germania/ Danimarca/ Irlanda)
  - The Secret of Kells, regia di Tomm Moore ( Belgio/ Francia/ Irlanda)

### 2010
- 2010
  - L'illusionista (L'Illusioniste), regia di Sylvain Chomet ( Regno Unito/ Francia)
  - Planet 51, regia di Jorge Blanco, Javier Abad e Marcos Martínez ( Spagna/ Regno Unito)
  - Le avventure di Sammy (Sammy's avonturen: De geheime doorgang), regia di Ben Stassen ( Belgio)
- 2011
  - Chico & Rita, regia di Fernando Trueba, Javier Mariscal e Tono Errando ( Spagna)
  - A Cat in Paris (Un vie de chat), regia di Alain Gagnol e Jean-Loup Felicioli ( Francia/ Belgio)
  - Le Chat du rabbin, regia di Joann Sfar e Antoine Delesvaux ( Francia)
- 2012
  - Alois Nebel, regia di Tomáš Luňák ( Rep. Ceca/ Germania/ Slovacchia)
  - Arrugas-Rughe (Arrugas), regia di Ignacio Ferreras ( Spagna)
  - Pirati! Briganti da strapazzo (The Pirates! In an Adventure with Scientists), regia di Peter Lord ( Regno Unito)
- 2013
  - The Congress, regia di Ari Folman ( Israele/ Germania/ Polonia/ Lussemburgo/ Francia/ Belgio)
  - Jasmine, regia di Alain Ughetto ( Francia)
  - Pinocchio, regia di Enzo d'Alò ( Italia/ Lussemburgo/ Francia/ Belgio)
- 2014
  - L'arte della felicità, regia di Alessandro Rak ( Italia)
  - Jack et la Mécanique du cœur, regia di Stéphane Berla e Mathias Malzieu ( Francia/ Belgio)
  - Minuscule - La valle delle formiche perdute (Minuscule: La Vallée des fourmis perdues), regia di Hélène Giraud e Thomas Szabo ( Francia/ Belgio)
- 2015
  - La canzone del mare (Song of the Sea), regia di Tomm Moore  ( Irlanda/ Belgio/ Danimarca/ Francia/ Lussemburgo)
  - Adama, regia di Simon Rouby ( Francia)
  - Shaun, vita da pecora - Il film (Shaun the Sheep Movie), regia di Richard Starzak e Mark Burton ( Regno Unito/ Francia)
- 2016
  - La mia vita da Zucchina (Ma vie de Courgette), regia di Claude Barras  ( Svizzera/ Francia)
  - Psiconautas, los niños olvidados, regia di Alberto Vázquez e Pedro Rivero  ( Spagna)
  - La tartaruga rossa (La tortue rouge), regia di Michaël Dudok de Wit  ( Francia/ Belgio)
- 2017
  - Loving Vincent, regia di Dorota Kobiela e Hugh Welchman ( Regno Unito/ Polonia)
  - Ethel & Ernest, regia di Roger Mainwood ( Regno Unito/ Lussemburgo)
  - Le stagioni di Louise (Louise en hiver), regia di Jean-François Laguionie ( Francia/ Canada)
  - Zombillenium, regia di Arthur de Pins e Alexis Ducord ( Francia/ Belgio)
- 2018
  - Ancora un giorno (Another Day of Life), regia di Raul de la Fuente e Damian Nenow ( Polonia/ Spagna/ Belgio/ Germania/ Ungheria)
  - I primitivi (Early Man), regia di Nick Park ( Regno Unito)
  - I racconti di Parvana (The Breadwinner), regia di Nora Twomey ( Irlanda/ Canada/ Lussemburgo)
  - Zanna Bianca (Croc-Blanc), regia di Alexandre Espigares ( Francia/ Lussemburgo)
- 2019
  - Buñuel - Nel labirinto delle tartarughe (Buñuel en el laberinto de las tortugas), regia di Salvador Simó ( Spagna/ Paesi Bassi)
  - Dov'è il mio corpo? (J'ai perdu mon corps), regia di Jérémy Clapin ( Francia)
  - La mia fantastica vita da cane (L'extraordinaire voyage de Marona), regia di Anca Damian ( Francia/ Romania/ Belgio)
  - Les hirondelles de Kaboul, regia di Zabou Breitman ed Éléa Gobbé-Mévellec ( Francia/ Lussemburgo/ Svizzera)

### 2020
- 2020
  - Josep, regia di Aurel ( Francia/ Belgio/ Spagna)
  - Calamity, une enfance de Martha Jane Cannary, regia di Rémi Chayé ( Francia)
  - Klaus - I segreti del Natale (Klaus), regia di Sergio Pablos ( Spagna)
  - The Nose or the Conspiracy of Mavericks (Nos, ili Zagovor Netakih), regia di Andrey Khrzhanovskiy ( Russia)
- 2021
  - Flee (Flugt), regia di Jonas Poher Rasmussen ( Danimarca/ Francia/ Svezia/ Norvegia)
  - Apstjärnan, regia di Linda Hambäck ( Svezia/ Norvegia/ Danimarca)
  - Lizzy e Red - Amici per sempre (I mysi patrí do nebe), regia di Denisa Grimmová e Jan Bubeníček ( Rep. Ceca/ Francia/ Polonia/ Slovacchia)
  - Anna Frank e il diario segreto (Where Is Anne Frank), regia di Ari Folman ( Belgio/ Lussemburgo/ Francia/ Paesi Bassi/ Israele)
  - Wolfwalkers - Il popolo dei lupi (Wolfwalkers), regia di Tomm Moore e Ross Stewart ( Irlanda/ Lussemburgo/ Francia)
- 2022
  - Manodopera (Interdit aux chiens et aux Italiens), regia di Alain Ughetto ( Francia/ Italia/ Belgio/ Svizzera/ Portogallo)
  - Le avventure del Piccolo Nicolas (Le Petit Nicolas: Qu'est-ce qu'on attend pour être heureux?), regia di Amandine Fredon e Benjamin Massoubre ( Francia/ Lussemburgo)
  - My Love Affair with Marriage, regia di Signe Baumane ( Lettonia/ Stati Uniti/ Lussemburgo)
  - Les voisins de mes voisins sont mes voisins, regia di Anne-Laure Daffis e Léo Marchand ( Francia)
  - Oink (Kor), regia di Mascha Halberstad ( Paesi Bassi/ Belgio)
- 2023
  - Il mio amico robot (Robot Dreams), regia di Pablo Berger ( Francia/ Spagna)
  - The Amazing Maurice, regia di Toby Genkel ( Germania/ Regno Unito)
  - Linda e il pollo (Linda veut du poulet!), regia di Sébastien Laudenbach e Chiara Malta ( Francia/ Italia)
  - Mary e lo spirito di mezzanotte (A Greyhound of a Girl), regia di Enzo d'Alò ( Lussemburgo/ Italia/ Irlanda/ Regno Unito/ Lettonia/ Estonia/ Germania)
  - Müanyag égbolt, regia di Tibor Bánóczki e Sarolta Szabó ( Ungheria/ Slovacchia)
- 2024
  - Flow - Un mondo da salvare (Straume), regia di Gints Zilbalodis ·  Lettonia ·  Francia ·  Belgio
  - Dispararon al pianista, regia di Fernando Trueba e Javier Mariscal ·  Spagna ·  Francia ·  Paesi Bassi ·  Portogallo ·  Perù
  - Sauvages, regia di Claude Barras ·  Svizzera ·  Francia ·  Belgio
  - El sueño de la sultana, regia di Isabel Herguera ·  Spagna ·  Germania ·  India
  - Život k sežrání, regia di Kristina Dufková ·  Rep. Ceca ·  Slovacchia